# Лень Василь Степанович
Лень Василь Степанович — кандидат економічних наук, старший науковий співробітник, професор, завідувач кафедри обліку і оподаткування, професор кафедри бухгалтерського обліку, оподаткування і аудиту, 3 1 вересня 2016 року на пенсії. Чернігівського національного технологічного університету. Василь Лень є автором підручників та навчальних посібників з грифом Міністерства освіти і науки України.

## Біографія
Народився 13 січня 1942 р. в с. Стульневе Чернігівського району Запорізької області. Школу починав і закінчив в селищі Курахівка Селідівського району Донецької області. Після закінчення Білоцерківського сільськогосподарського інституту у 1964 році працював на посадах головного спеціаліста колгоспу, районного та обласного управління сільського господарства, начальником районного управління сільського господарства в Чернігівській області.
У 1980 році захистив дисертацію на здобуття наукового ступеню канди-дата економічних наук у Всеросійському науково-дослідному інституті праці та управління. З 1985 року на науковій роботі в Українському науково-дослідному інституті сільськогосподарської мікробіології УААН на посадах старшого наукового співробітника, завідувача сектором економіки, за сумісництвом тривалий час працював на посаді головного економіста цього інституту, головним бухгалтером підприємства. З 1996 року — на викладацькій роботі у ЧДТУ. З 1 вересня 2016 року - пенсіонер. 
Наукові інтереси: управлінський облік, бухгалтерський облік, еколого-економічне обґрунтування розробки та впровадження біотехнологічних розробок у сільському господарстві.

## Основні праці
- «Управлінський облік» (2002, 2004, 2006, 2017 - підручник),
- «Фінансовий облік в Україні: задачі, тести, відповіді» (2006),
- «Облік і аудит у страхових організаціях» (2009, 2011)
- співавтор та науковий керівник навчальних посібників «Облік у галузях економіки» (2002, 2005, 2013-підручник),
- «Бухгалтерський облік в Україні: основи і практика» (2004, 2006, 2008, 2012),
- «Організація бухгалтерського обліку» (2006),
- «Звітність підприємства: задачі, питання для самоконтролю, завдання для самостійної роботи, контрольні тести» (2007),
- «Вступ до фаху» (2009, 2014),
- співавтор підручника «Звітність підприємства» (2002, 2004, 2006, 2010, 2016)
- Фінансовий облік: Навчальний посібник (2011)
- Облік у бюджетних установах: навчальний посібник (2016)
- автор понад 210 наукових та методичних праць.

| українська персоналія | Це незавершена стаття про особу, що має стосунок до України. Ви можете допомогти проєкту, виправивши або дописавши її. |